# ماريو كورسو
ماريو كورسو (بالإيطالية: Mario Corso)‏ ‏ (25 أغسطس 1941 في فيرونا في إيطاليا. - 20 يونيو 2020) هو مدرب كرة قدم ولاعب كرة قدم إيطالي، شارك مع منتخب إيطاليا لكرة القدم. أما مع النوادي، فقد لعب مع إنتر ميلان ونادي جنوى.

## مسيرته الكروية
لعب ماريو كورسو خلال مسيرته الاحترافية مع ناديين في ثمانية عشر موسمًا وسجل خلالها 78 هدفًا ضمن 439 مباراة. ولم يفز بأي موسم بالكأس وفاز في أربعة مواسم بالدوري.
خاض ماريو كورسو مسيرته مع نادي إنتر ميلان في موسم 1957–58 ليلعب معه ستة عشر موسمًا، مشاركًا في 413 مباراة سجل خلالها 75 هدفًا. ثم انتقل إلى نادي جنوى في موسم 1973–74 ولمدة موسمين، حيث شارك في 26 مباراة سجل خلالها 3 أهداف.

## وصلات خارجية
- ماريو كورسو على موقع الاتحاد الأوربي (الإنجليزية)
- ماريو كورسو على موقع قاعدة بيانات كرة القدم.إي يو (الإنجليزية)
- ماريو كورسو على موقع ناشيونال فوتبول تيمز (الإنجليزية)
- ماريو كورسو على موقع عالم كرة القدم.نت (الإنجليزية)